# Berneg
Berneg is een historisch Italiaan historisch merk van motorfietsen.
Deze werden gemaakt door Costruzioni Meccaniche Berneg, Casalecchio di Reno, Bologna van 1955 tot 1961.
De naam kwam van Paride Bernardi en Corrado Negroni. In 1955 presenteerden zij een 158,4cc paralleltwin met een bovenliggende nokkenas die door een duplexketting werd aangedreven. Dit was voor een dergelijke lichte motor een dure en gecompliceerde constructie, die in die tijd vrij zeldzaam was.
Het blokje was ontworpen door Corrado Menini, die eerder voor Ducati had gewerkt. Bruno Negroni had indertijd een technische werkplaats in Bologna, waar hij inbouwmotoren voor andere merken, zoals Comet, produceerde. Negroni wilde de nieuwe tweecilinder ook bij Alfonso Drusiani, eigenaar van Comet, gaan bouwen, maar Drusiani kon door financiële problemen niet op dit aanbod ingaan. Daarop nam Negroni contact op met Bernardi, die aan de rand van Bologna onderdelen voor frames produceerde. Zo ontstond het merk Berneg. De motorblokken werden gebouwd in de fabriek van Negroni aan de Via Andrea Costa in Bologna, de frames, voorvorken, brandstoftanks, spatborden etc. bij Bernardi aan de Via Porrettana in Casalecchio di Reno, hemelsbreed slechts één kilometer verderop.

## Motor
De motor was een rijwindgekoelde staande paralleltwin met een bovenliggende nokkenas. Hij had twee kleppen per cilinder, waarbij de inlaatkleppen 25mm en de uitlaatkleppen 23mm maten. De kleppen werden via kleine stoters rechtstreeks door de nokkenas geopend, zonder de toepassing van tuimelaars. Het motorblok was gegoten uit één stuk gietijzer en de cilinderkop uit één stuk aluminium. Bij de Iridea modellen was het kleppendeksel glad uitgevoerd, maar bij de Fario modellen was het voorzien van koelribben. In het carter lag de opgebouwde 360° krukas met een centraal vliegwiel. De krukas was alleen op de uiteinden gelagerd en was vrij ingewikkeld opgebouwd: De big-end pennen (de onderste bevestigingen van de drijfstangen) waren aan weerszijden van het vliegwiel met klembouten vastgezet, het vliegwiel was vanaf de omtrek tot aan het gat van de big-end pennen ingezaagd. De big-end pennen en het vliegwiel waren van merktekens voorzien om alles in de juiste lijn te kunnen monteren. De big-ends draaiden in naaldlagers. Het motorblok was netjes, strak en glad afgewerkt, waarbij vooral de bakelieten stroomverdeler van de 6 volt bobineontsteking opviel, die verzonken lag in de rechterzijde van het kleppendeksel en rechtstreeks door de nokkenas werd aangedreven. De nokkenasaandrijving gebeurde zoals gezegd door een duplexketting met een automatische spaninrichting. De smering van de motor geschiedde door een wet-sumpsysteem, waarbij de oliepomp werd aangedreven door de kruktap van de linker cilinder. Zij pompte de olie de olie naar de big-ends en de nokkenas. Bij de Fario modellen werd overigens een buitenliggende olieleiding naar de nokkenas getrokken. De Fario's hadden ook een diepere oliepan. Ondanks het feit dat het op het oog een blokmotor met een meervoudige natte platenkoppeling betrof, had de versnellingsbak toch zijn eigen oliebad en werkte met spatsmering. Links op de vierversnellingsbak zat een kickstarter en aan de rechterkant het schakelpedaal met hak-teen schakeling. De koppeling werd vanaf de krukas met een ketting aangedreven. Er was een 16mm Dell'Orto carburateur gemonteerd, die - voor zover bekend - op alle modellen werd toegepast.

## Iridea
Het eerste model kreeg de naam Iridea (latijn voor regenboogforel). Het had vier versnellingen met hak-teen schakeling en haalde ca. 100 km/uur. De afwerking stond op een hoog peil. In beide wielen zaten aanvankelijk halve naaf trommelremmen. Vóór was een telescoopvork en achter een achtervork met twee veer/demperelementen aangebracht. Er was in het eerste jaar een zweefzadel gemonteerd, maar vanaf 1956 werd dit vervangen door een duozadel. Het frame bestond uit een enkele voorbuis, maar splitste zich onder het motorblok in een dubbele wieg. Er was een voor die tijd vrij grote tank van 16 liter gemonteerd, waarmee volgens fabrieksopgave liefst 700 kilometer kon worden afgelegd. Het vermogen bedroeg 8 pk bij 6.800 tpm. Vanaf 1956 werd door de fabriek een hoger vermogen opgegeven: 11 pk bij 7.000 tpm, waardoor de machine even krachtig was dan de zwaardere Fario modellen.

### Iridea L
Deze luxere versie van de Iridea kwam in 1957 op de markt. Het model was voorzien van een aantal onderdelen die afkomstig waren van de Fario, zoals de brandstoftank, de volle naaf trommelremmen, het duozadel en het achterspatbord.

## Fario
Al heel snel na de introductie van de 158,4cc Berneg Iridea volgde de 172,7cc Berneg Fario. Ook dit was een Latijnse naam, ditmaal voor een rivierforel. Ondanks de iets grotere cilinderinhoud, die werd bereikt door de cilinders op te boren van 48- naar 50mm, bleef de 16mm Dell'Orto carburateur gehandhaafd, maar de compressieverhouding werd verhoogd van 6,8:1 naar 8,2:1. Door de grotere motor en de verhoogde compressieverhouding steeg het vermogen naar 10,5 pk bij 7.100 tpm. De topsnelheid van de machine bedroeg ca. 110 km/uur. De Fario werd ook meteen geleverd met het duozadel en had volle naaf trommelremmen. In 1956 gaf de fabriek een vermogen van 11 pk bij 8.000 tpm en een topsnelheid van 120 km/uur op.

### Fario Normale en Fario Sport
In 1959 verschenen twee versies van de Fario waarbij een duidelijke verschil ontstond tussen de "Toer" (Normale) en "Sport" modellen. De Normale leverde slechts 8 pk bij 6.500 tpm, gelijk aan de eerste versie van de Iridea, terwijl de Sport volgens Berneg zelf in sommige publicaties 11 pk bij 8.000 tpm zou leveren, maar in de bijgeleverde instructieboekjes slechts 10,5 pk bij hetzelfde toerental.

## Problemen
Volgens Frans Vos, voormalig werknemer van de Nederlandse importeur Willy van Gent in Rotterdam, waren de Berneg machines niet goed doorontwikkeld. Met name de nokkenassmering was gevoelig. Het motorblokje moest goed op toeren gehouden worden, maar motorrijders waren in die tijd nog helemaal niet gewend aan hoogtoerige motoren. Daardoor ging er veel stuk. Importeur van Gent heeft uiteindelijk ca. 8 Bernegs gekannibaliseerd om eerder verkochte exemplaren onder garantie te kunnen repareren. De problemen met de nokkenasaandrijving zullen ook ten grondslag hebben gelegen aan de buitenliggende olieleidingen die op de Fario modellen werden toegepast.

## Technische Gegevens
| Berneg               | Iridea                                                            | Fario                                                                  | Iridea L                       | Fario Normale                  | Fario Sport                                     |
| -------------------- | ----------------------------------------------------------------- | ---------------------------------------------------------------------- | ------------------------------ | ------------------------------ | ----------------------------------------------- |
| Periode              | 1955-1958                                                         | 1955-1961                                                              | 1957-1959                      | 1959-1961                      | 1959-1961                                       |
| Categorie            | Toermotor                                                         | Toermotor                                                              | Toermotor                      | Toermotor                      | Sportmotor                                      |
| Motortype            | luchtgekoelde OHC kopklepmotor                                    | luchtgekoelde OHC kopklepmotor                                         | luchtgekoelde OHC kopklepmotor | luchtgekoelde OHC kopklepmotor | luchtgekoelde OHC kopklepmotor                  |
| Bouwwijze            | dwarsgeplaatste paralleltwin                                      | dwarsgeplaatste paralleltwin                                           | dwarsgeplaatste paralleltwin   | dwarsgeplaatste paralleltwin   | dwarsgeplaatste paralleltwin                    |
| Boring               | 48 mm                                                             | 50 mm                                                                  | 48 mm                          | 50 mm                          | 50 mm                                           |
| Slag                 | 44 mm                                                             | 44 mm                                                                  | 44 mm                          | 44 mm                          | 44 mm                                           |
| Cilinderinhoud       | 158,4 cc                                                          | 172,7 cc                                                               | 158,4 cc                       | 172,7 cc                       | 172,7 cc                                        |
| Compressieverhouding | 6,8:1                                                             | 8,2:1                                                                  | Onbekend                       | Onbekend                       | Onbekend                                        |
| Max. Vermogen        | 6 kW (8 pk) bij 6.500 tpm (vanaf 1956 8 kW (11 pk) bij 7.000 tpm) | 7,7 kW (10,5 pk) bij 7.100 tpm (vanaf 1956 8 kW (11 pk) bij 8.000 tpm) | 8 kW (11 pk) bij 7.000 tpm     | 6 kW (8 pk) bij 6.500 tpm      | 7,7 kW (10,5 pk) of 8 kW (11 pk) bij 8.000 tpm) |
| Topsnelheid          | 100 km/h                                                          | 110 km/h                                                               | Onbekend                       | Onbekend                       | Onbekend                                        |
| Aandrijving          | ketting                                                           | ketting                                                                | ketting                        | ketting                        | ketting                                         |
| Leeg gewicht         | 105 kg                                                            | 110 kg                                                                 | Onbekend                       | Onbekend                       | Onbekend                                        |